# Argentocoxos
Argentocoxos  (fl.208), c'est-à-dire « Jambe d'Argent », est un magnat calédonien du début du IIIe siècle.
Argentoxos est un Calédonien de haut rang mentionné par Dion Cassius dans son Histoire romaine. Lors de la conclusion d'un traité entre les Calédoniens et les Romains de l'empereur Septime Sévère, il apparaît sinon comme roi du moins comme un personnage de haut rang. Il est accompagné de son épouse anonyme qui s'entretient très librement avec Julia Domna, l'épouse de l'Empereur et lui explique que bien que fière elle peut avoir des relations sexuelles avec d'autres nobles calédoniens contrairement aux Romaines qui doivent le faire en secret ! Cette anecdote montre l'importance du rôle des femmes dans la société picte et est sans doute une trace du mode de succession matrilinéaire en usage chez eux. Argentocoxos est peut-être identifiable avec « Artcois », le père du semi-légendaire souverain Ciniod mac Artcois.

## Sources bibliographiques
- (en) Mike Ashley, The Mammoth Book of British Kings and Queens (England, Scotland and Wales), Londres, Robinson, 1998 (ISBN 1-84119-096-9), p. 79-80 Argentocoxos Caledonii, fl 208
- (en) Alfred P. Smyth, Warlords and Holy Men Scotland ad 80~1000, Édimbourg, Edinburgh University Press, 1984, 279 p. (ISBN 0-7486-0100-7), p. 46,49,52